# Ыунпуу, Велло
Ве́лло Ы́унпуу эст. Vello Õunpuu (14 ноября 1949 — 12 февраля 2022) — советский и эстонский автогонщик, мастер спорта СССР международного класса, выступал в сборной СССР по ралли, первый советский победитель Кубка Дружбы социалистических стран по ралли (1982).

## Биография
В спорт пришёл из профессии водителя автобуса, по воспоминаниям журналиста Олега Богданова начинал участвовать в гонках грузовиков не позже 1967 года, где выступал до 1979 года.
Входил в сборную Советского Союза по ралли, считался в ней одним из сильнейших пилотов в первой половине 1980-х годов, специалисты особенно отмечали его высокий класс езды в зимних условиях. В течение трёх сезонов подряд в 1980-1982 годах становился лучшим в личном зачёте Кубка Дружбы социалистических стран по ралли, среди членов команды СССР. Вместе со штурманом Аарне Тимуском (эст. Aarne Timusk), выступая на ВАЗ-21011-1600, в 1982 году стали первыми советскими победителями этого турнира, с победой в ралли «Русская зима». Годом ранее Велло до общей победы в Кубке Дружбы не хватило всего одного очка. Всего он принял участие в 29 этапах главного раллийного первенства Восточной Европы.
Дважды стартовал в RAC Rally (1982-1983), британском этапе чемпионата мира, оба выступления завершились сходом с дистанции. Гонка 1982 года примечательна тем, что в ней впервые на международной арене была продемонстрирована Lada 2105 VFTS, первый и единственный советский автомобиль Группы B. Велло был одним из двух пилотов, кому доверили вывести на старт новинку. 14 раз он участвовал на этапах чемпионата Европы по ралли, лучшим достижением стал бронзовый подиум на чешском «Ралли Татры»-1982.
В связи с происхождением с острова Сааремаа, в советских раллийных кругах его называли «парень с острова». Побеждал с Аарне Тимуском на домашнем ралли в Сааремаа в 1977, 1980 и 1981 годах.
В 1979 году начались проблемы со здоровьем, и врачи начали отстранять Велло Ыунпуу от соревнований.
Позже его напарником становится Рейн Салури эст. Rein Saluri,  после завершения спортивной карьеры появляется на соревнованиях с напарником Тимуском. После 1986 года был вынужден уйти из спорта по состоянию здоровья, позже занимался тренерской работой — работал с эстонским гонщиком Райнером Аусом, карьера которого начала развиваться в начале 2000-х годов.
В 2012 году предпринял попытку возвращения в автоспорт. В августе 2012 года выступал на Mitsubishi Lancer Evolution III на ралли Сааремаа, но потерпел аварию на спецучастке и отказался от дальнейших выступлений.
Внук, Янно Ыунпуу, выступает штурманом в экипаже с Яннаром Тянаком в чемпионате Эстонии по ралли, и работает в раллийной команде Toyota Gazoo Racing Europe, выступающей в чемпионата мира по ралли.